# 水口宿

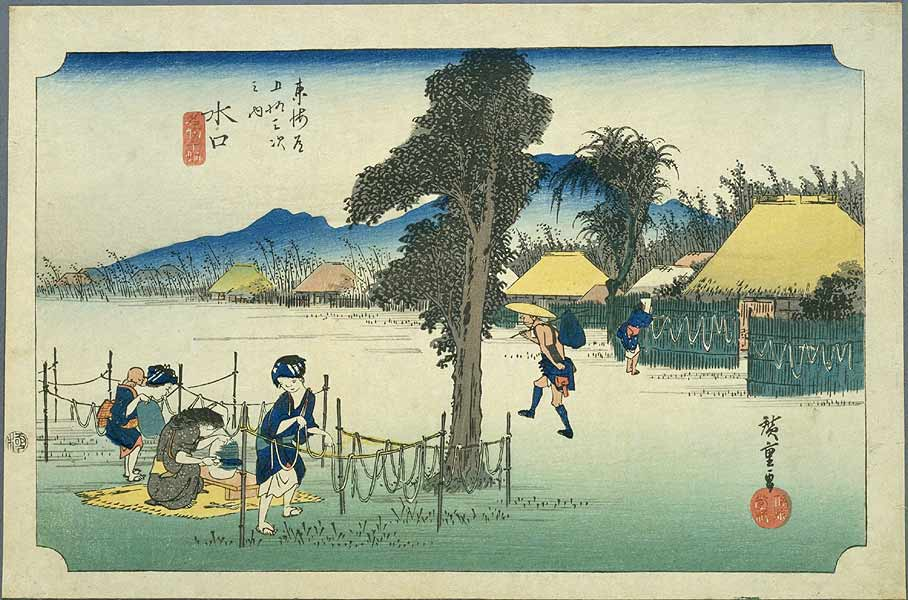
歌川広重『東海道五十三次・水口』

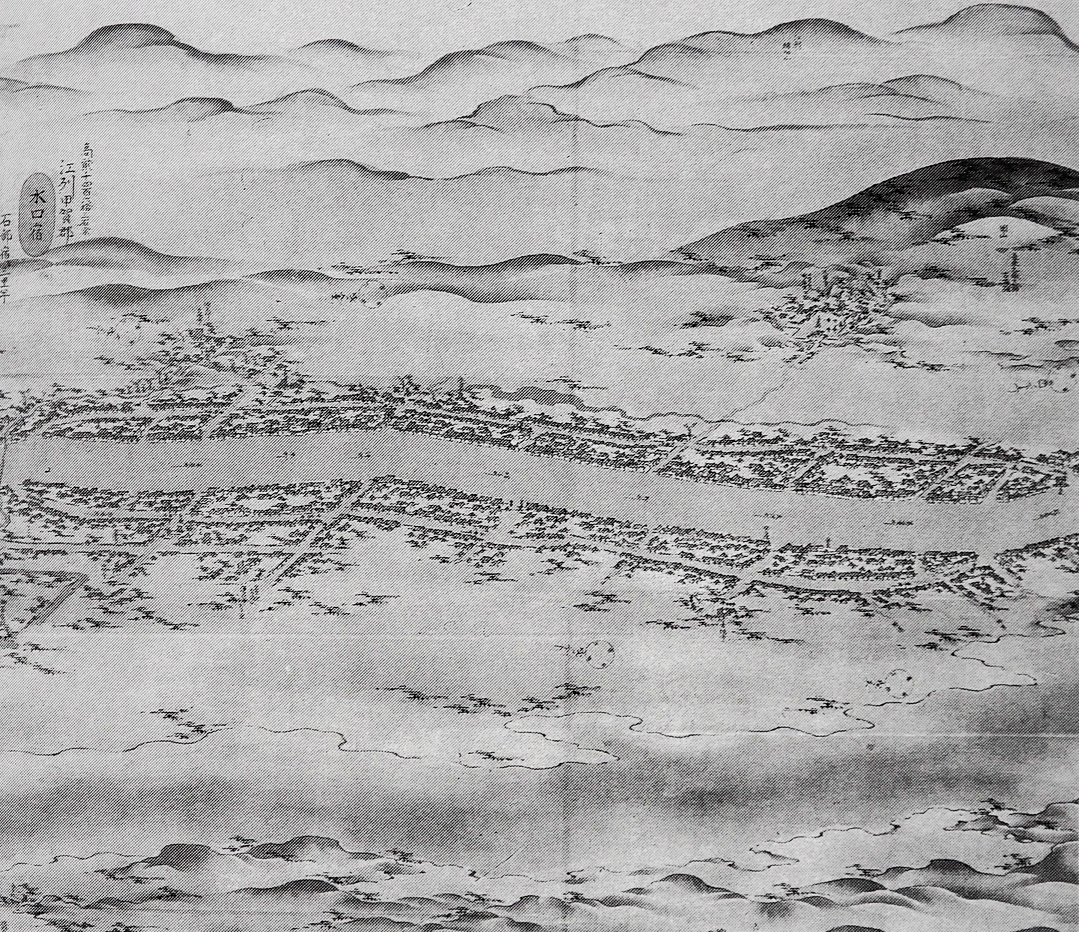
『東海道分間延絵図』（1806年）に描かれた水口宿

水口宿（みなくちしゅく、みなくちじゅく）は、近江国甲賀郡にあった東海道五十三次の50番目の宿場である。現在は滋賀県甲賀市水口町旧市街。
石橋を境に、東側は道が三筋に分かれた宿場町、西側は水口城の城下町で道が鍵の手になっていた。室町時代に宿駅の機能を有するようになった。
1601年に宿駅に指定された。1634年に水口城が築かれ、1682年に水口藩が成立して城下町にもなった。
1843年の『東海道宿村大概帳』によると、家数692軒、人口2692人、本陣1軒、脇本陣1軒、旅籠屋41軒を数えた。本陣は作坂町の鵜飼伝左衛門家、天王町の儀峨彦之丞家と堤文左衛門家があった。

## 最寄り駅
- 近江鉄道本線 水口石橋駅

水口宿は関西鉄道（現在の草津線および関西本線）のルートから外れてしまったが、近江鉄道本線が1900年に関西鉄道と接続する貴生川駅まで延伸され、水口宿の北に水口駅が設置された。1957年には石橋に近接して水口石橋駅が新設された。

## 史跡・みどころ

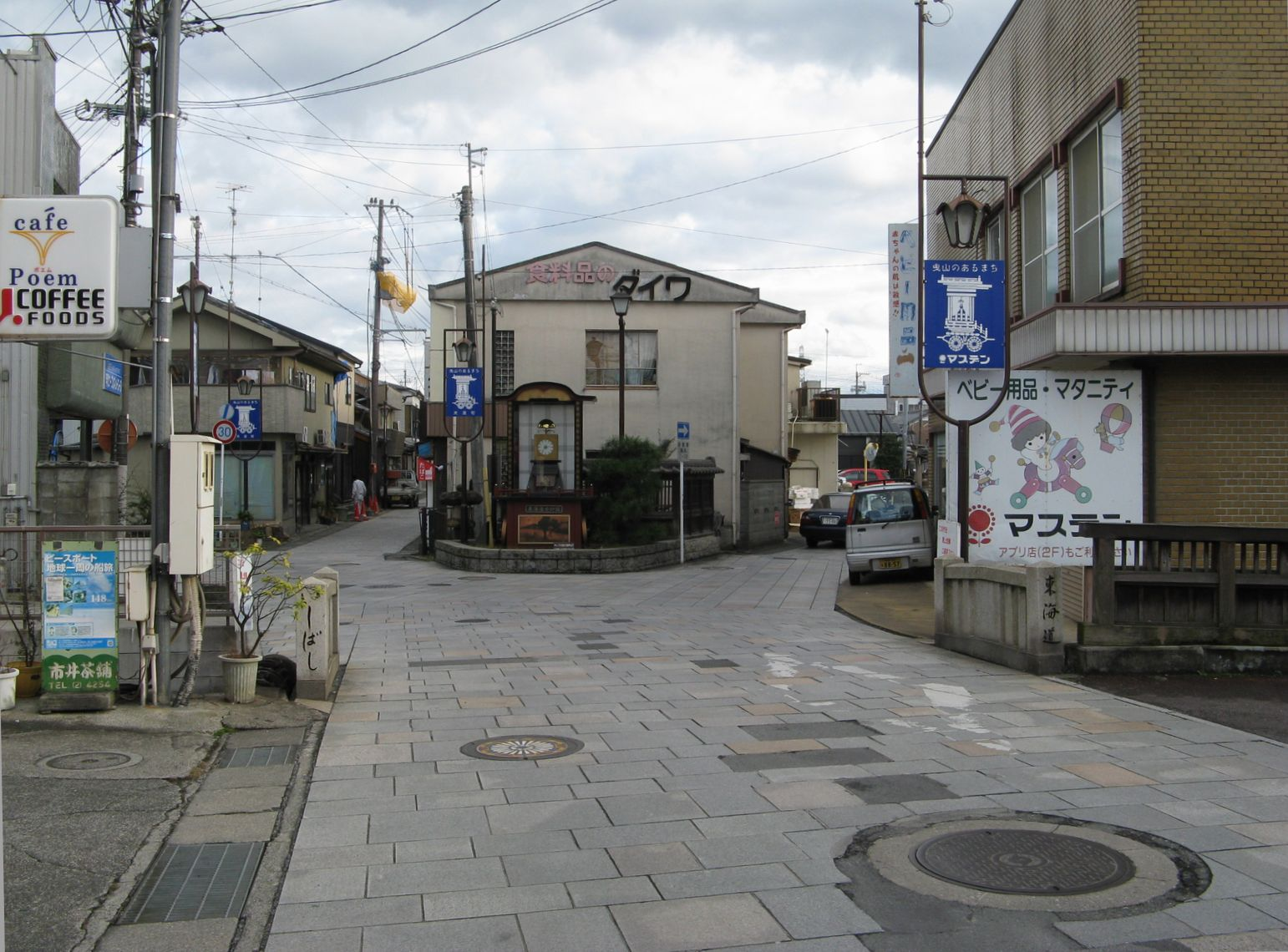
現在の街並。石橋の東で三筋に分かれているのが見える（2008年11月）

- 東見付跡
- 本陣跡
- 高札場跡
- 問屋場跡
- からくり時計
- 石橋
- 水口城跡
水口城資料館がある。城跡は滋賀県指定史跡。
- 甲賀市水口歴史民俗資料館
水口図書館に併設。曳山祭や宿場に関連した展示がある。
- 力石
小坂町の曲がり角にある。江戸時代から知られていて、浮世絵師国芳が錦絵の題材に使っている。
- 真徳寺
表門は、水口城内の家臣屋敷の長屋門を移築したもの。
- 林口一里塚跡
五十鈴神社の境内にある。

## 石部宿までの史跡・見どころ

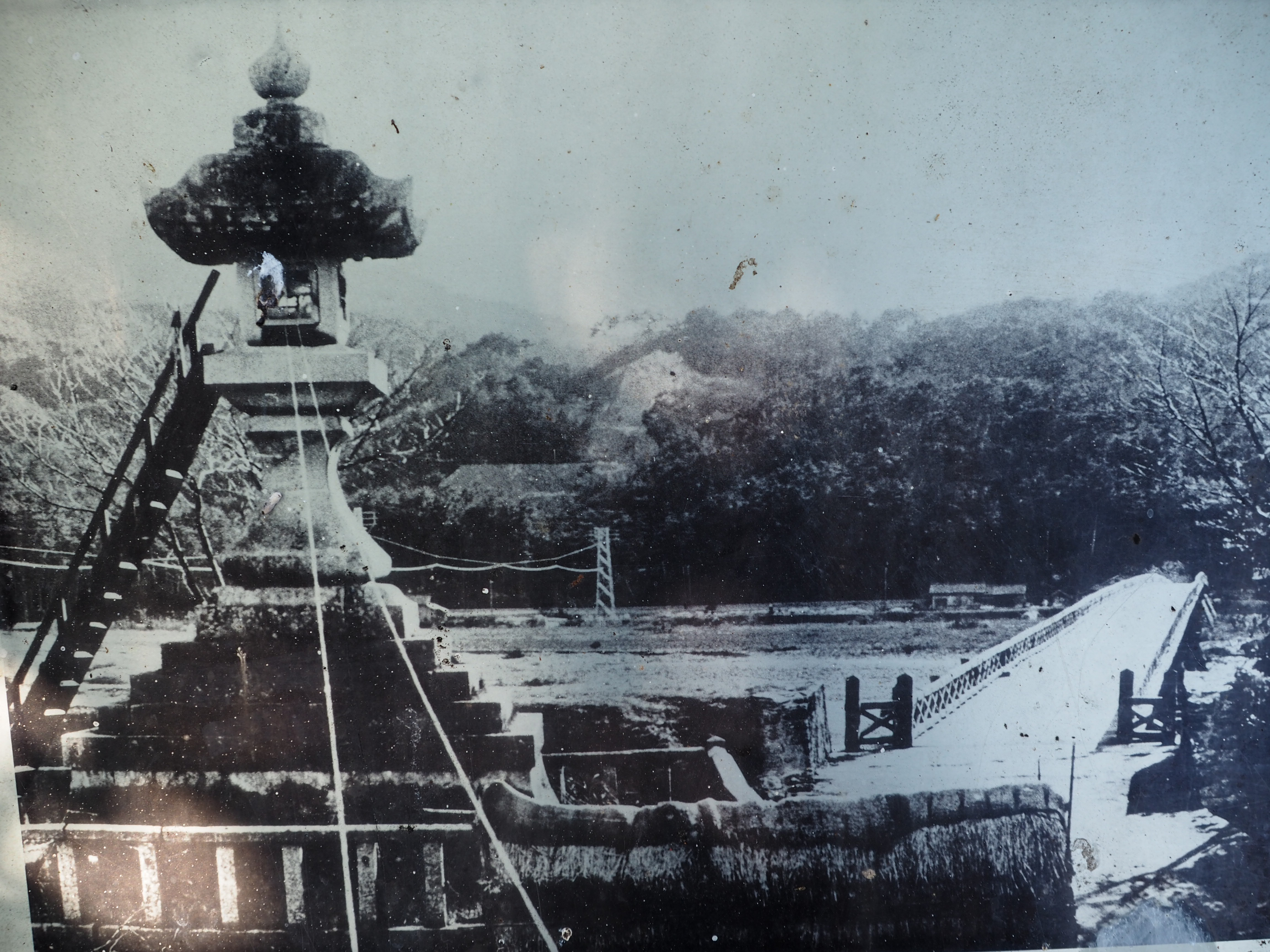
1891年から1929年に架けられていた板橋と横田渡の常夜燈

- 柏木神社
中世は柏木庄の鎮守であった。中世後期に山中・伴・美濃部の柏木三家の崇敬を受けた。
- 北脇縄手
東海道の整備で、曲がりくねった道が直線状に改修された。かつては両側の土手に松並木があり、美しい景観が保たれていた。
- 柏木公民館
東海道を記念する鐘楼のモニュメントがある。
- 泉一里塚跡
改めて整備されたもので、元は現在地より野洲川よりにあった。

- 1891年から1929年に架けられていた板橋と横田渡の常夜燈横田渡
かつては仮橋あるいは船での渡りだった。東海道十三の渡しの一つに数えられている[2]。目印として1822年に万人講によって建てられた高さ10.5mの巨大な常夜燈があり、現在は史跡公園として整備されている（滋賀県指定史跡「旧東海道横田渡跡」）。甲賀市と湖南市の市境あたり。

- 天保義民の丘
天保13年（1844年）に過酷な検地に対して一揆（近江天保一揆）を起こし処刑された農民たちを称える「天保義民之碑」がある。明治31年（1898年）に三雲村（現 湖南市三雲）伝芳山に建立。

- 大砂川トンネル
1889年に竣工。長さ14.5ｍ、内幅4.67ｍで杉本定吉らが施工[3]。坑門はイギリス積み煉瓦造、アーチリングは石造で尖型迫石を有する。側壁下部はフランス積みの切石[3]。
「天井川である大砂川をくぐる石・煉瓦造の鉄道トンネルで、川越えの苦労、明治の鉄道交通の近代化などを象徴する貴重な土木遺産」として2019年度土木学会選奨土木遺産に認定[4]。

- 大沙川隧道
1877年に起工、1884年に竣工。長さ16.4ｍ、内幅4.39ｍ、トンネル高さ4.6ｍ[3]。滋賀県下最初の道路トンネルで「吉永のマンポ」とも呼ばれる。切石造のきれいなアーチ断面を持つ。
- 弘法杉
東海道が下をくぐる天井川大沙川の堤上にある。幹の周囲6m、樹高26m、樹齢750年程度。弘法大師がこの地で昼食をとり、使った杉の箸を刺したところ、成長して大杉になったと伝えられる。2本並んでいたが、1本は1773年の台風で倒れた。
- 由良谷川隧道
1886年に竣工。長さ16.0ｍ、内幅4.5ｍ、トンネル高さ3.6ｍ[3]。切石造のきれいなアーチ断面を持つ。
- 北島酒造
江戸時代から続く老舗の蔵元。針村。現在の湖南市針。

## 宿場の名物
- かんぴょう[5]
- 水口煙管
- 水口細工
- どじょう汁

## ゆかりの人々
- 松尾芭蕉
- シーボルト - 『江戸参府紀行』に水口のことを書いている。
- 巖谷一六 - 書家。「明治の三筆」の一人。
- 巖谷小波 - 作家（児童文学）。お伽ばなしの制作、普及に努めた。巌谷一六の子。

## 隣の宿
東海道
土山宿 - 水口宿 - 石部宿